# Maniho tigris
Maniho tigris là một loài nhện trong họ Amphinectidae. Loài này phân bố ở New Zealand.